# Preteklik
Pretêklik ali pretêkli čàs  je zložena glagolska oblika za izražanje preteklosti, torej preddobnosti glede na trenutek govorjenja. V slovenščini je lahko preteklik tvorna (delal sem), trpna (pohvaljen sem bil) ali pogojna (delal bi bil) oblika. Preteklik lahko rabimo za izražanje večje čustvene prizadetosti tudi namesto velelnika (npr. Da mi tega nisi več storil! namesto Tega mi ne stori več).

### Pretekli pogojnik
Sedanji pogojnik je sedanjiška glagolska oblika iz tvornega opisnega deležnika in pomožnika bi bil (bi bil delal). Pretekli pogojnik izraža neuresničljiva umišljena dejanja oziroma stanja (Ko bi bil vprašal, bi ti bil vse povedal).